# Cuphea delicatula
Cuphea delicatula là một loài thực vật có hoa trong họ Lythraceae. Loài này được Brandegee mô tả khoa học đầu tiên năm 1905.